# Saurasvaara
Saurasvaara är en kulle i Finland. Den ligger i Enare kommun i landskapet Lappland, i den norra delen av landet, 1 000 km norr om huvudstaden Helsingfors. Toppen på Saurasvaara är 164 meter över havet.
Terrängen runt Saurasvaara är platt.  Trakten runt Saurasvaara är nära nog obefolkad, med mindre än två invånare per kvadratkilometer. Det finns inga samhällen i närheten. 